# Catarino Contarini
Catarino Contarini est une personnalité vénitienne du XVe siècle qui participa notamment au siège de Constantinople de 1453.

## Biographie
Catarino Contarini mène des activités commerciales en Orient et dans le Levant dans les années 1430 et 1440. En 1436, il est présent à Tana où il fait partie des premières personnes à mener des recherches archéologiques de grande ampleur durant sept semaines, et impliquant une centaine de travailleurs. En 1453, il se rend à Constantinople pour participer à la défense de la capitale de l'Empire byzantin contre l'armée ottomane de Mehmed II. Il est chargé de la défense du secteur de la forteresse des Sept Tours. Dans un geste de bonne foi envers les Vénitiens, Constantin XI leur confie les clés de quatre portes terrestres importantes des murailles de Constantinople, dont une à Catarino Contarini. Fait prisonnier au moment de la chute de la cité, il parvient à acheter sa liberté et à se rendre à Venise le 16 août 1453. Selon Léonard de Chio, s'il n'était pas parvenu à réunir la rançon nécessaire, il aurait été exécuté.